# Чарлз Маккерас
Алан Чарлз Маккерас (англ. Alan Charles Mackerras; 17 листопада 1925, Скенектаді, шт. Нью-Йорк — 14 липня 2010, Лондон) — австралійський диригент і гобоїст.

## Біографія
Навчався грі на гобої і фортепіано, а також вивчав композицію у Сіднейській консерваторії. У 1945—47 роках — 1-й гобоїст симфонічного оркестру і диригент Сіднейського оперного театру. З диригування займався у Вацлава Таліха у Празі (1947—48). З 1948 року — диригент, з 1970 року — музичний директор оперного театру «Седлерс-Воллс» (нині Англійська національна опера) в Лондоні. У 1954—56 — головний диригент Концертного оркестру Бі-Бі-Сі там же. У 1963 дебютував у «Ковент-Гарден», диригував оперою «Катерина Ізмайлова» Дмитра Шостаковича. З 1966 головний диригент Гамбурзької державної опери, у 1977—79 роках — гастролюючий диригент симфонічного оркестру Бі-Бі-Сі у Лондоні.
У 1974 році нагороджений орденом Британської імперії, у 1997 — орденом Австралії, у 2003 — орденом Кавалерів Честі.